# Luis Subercaseaux
Luis Subercaseaux Errázuriz (ur. 10 maja 1882 w Santiago, zm. w 1973) – chilijski dyplomata, lekkoatleta i piłkarz. Był pierwszym latynoamerykańskim sportowcem, który wystąpił na igrzyskach olimpijskich.
Urodził się w znanej i zamożnej rodzinie chilijskiej. Był drugim synem Ramóna Subercaseauxa i Amalii Errázuriz Urmenety. Był bratem Juana. Luis poślubił Margaritę Donoso Foster z którą miał pięcioro dzieci.
Według Chilijskiego Komitetu Olimpijskiego Subercaseaux brał udział w Letnich Igrzyskach Olimpijskich 1896 w wieku niespełna 14 lat w konkurencjach biegu na 100 m, 400 m i 800 m w lekkoatletyce, jednak wielu historyków sugeruje że sportowiec nie brał udziału w żadnym z tych wyścigów.
Subercaseaux studiował na Colegio Benedictino zlokalizowanej w prowincjach baskijskich we Francji, gdzie pobił swój rekord życiowy w skoku wzwyż. Był też jednym z założycieli chilijskiej drużyny piłkarskiej Club de Deportes Santiago Morning, gdzie sam był przez pewien okres piłkarzem.
Był ambasadorem Chile w Peru, Hiszpanii i Watykanie. Był również opiekunem biznesu chilijskiego w Belgii, Czechosłowacji, Grecji, Holandii, Norwegii, Polski i Jugosławii z konsulatu w Londynie.
W Chilijskim Muzeum Olimpijskim stoi pomnik Subercaseauxa.